# チットラッダー王室駅
チットラッダー王室駅（チットラッダーおうしつえき、タイ語:สถานีรถไฟจิตรลดา）は、タイ王国の首都バンコク都ドゥシット区にあるタイ国有鉄道北本線の鉄道駅である。

## 概要
チットラッダー宮殿の東側に隣接して設置されている地平駅で、王室専用ホームが設けられている。王室専用ホームへの民間人の立ち入りおよび写真・ビデオ撮影は禁止されている。また、当駅構内には王室専用ホームの北側に隣接して一般客が利用できるラマティーボディー病院停車場が設置されており、一日数本の郊外列車が停車し客扱いを行う。
当駅と東線マッカサン駅との間を短絡する貨物線が1936年10月15日に開通し、デルタ線を形成している。バンコク港（メーナーム駅）や東線方面の貨物列車は、クルンテープ駅での方向転換を避け、この短絡線経由でバーンスー操車場へスルー運転で発着する。平日の早朝にこの短絡線経由で、北線ランシット駅発東線フアタケー駅行きの旅客列車が片道1本のみ設定されている。

## 駅周辺の施設等
- チットラッダー宮殿